# Mikko Rantanen
Mikko Rantanen (* 29. Oktober 1996 in Nousiainen) ist ein finnischer Eishockeyspieler, der seit März 2025 bei den Dallas Stars in der National Hockey League unter Vertrag steht. Zuvor verbrachte der Flügelstürmer fast zehn Jahre bei der Colorado Avalanche, die ihn im NHL Entry Draft 2015 an zehnter Position ausgewählt hatte. Mit dem Team gewann er in den Playoffs 2022 den Stanley Cup, ebenso wie die Silbermedaille bei der Weltmeisterschaft 2016 mit der finnischen Nationalmannschaft.

## Karriere

### Jugend
Mikko Rantanen stammt aus dem Nachwuchsbereich von TPS Turku, für dessen U16-Mannschaft er ab 2010 zum Einsatz kam. Während der Saison 2011/12 debütierte er als 15-Jähriger bei den U18-Junioren des Vereins in der B-nuorten SM-sarja. In der folgenden Saison spielte er meist für die U20-Junioren des Vereins in der Nuorten SM-liiga. Zudem gab er im Laufe der Saison 2012/13 sein Profidebüt in der SM-liiga und brachte es insgesamt schon auf 15 Einsätze in der höchsten finnischen Eishockeyliga. Auch in der Saison 2013/14 spielte er für die U20-Junioren und parallel für die Profimannschaft von TPS. Dabei gelangen ihm in 37 Liga-Einsätzen insgesamt neun Scorerpunkte.
Mit Beginn der Saison 2014/15 ist Rantanen fester Bestandteil des Profikaders des TPS Turku und fungiert als Assistenzkapitän. Zudem wurde er sowohl von den Central Scouting Services als auch von den International Scouting Services als vielversprechendstes europäisches Talent für den anstehenden NHL Entry Draft 2015 eingeschätzt. Im eigentlich Draft wurde er dann an zehnter Position von den Colorado Avalanche ausgewählt, die ihn knapp einen Monat später auch unter Vertrag nahmen.

### Colorado Avalanche

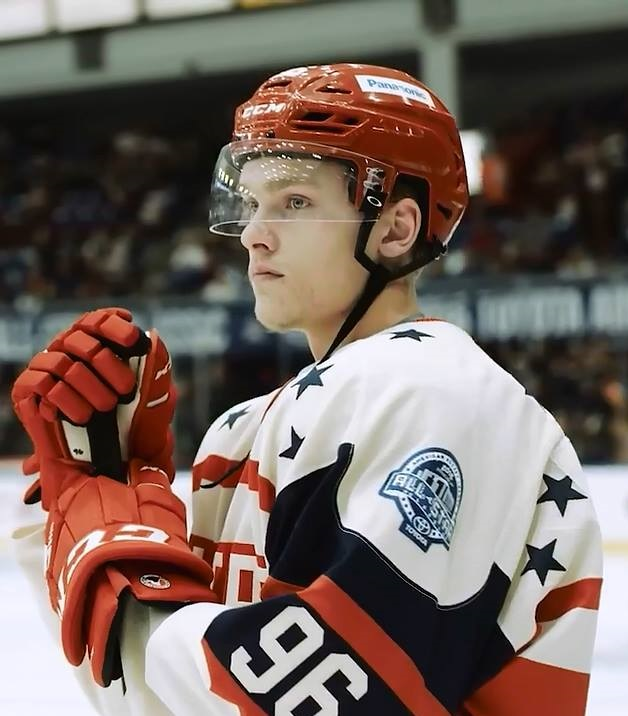
Rantanen, 2016

Im Anschluss absolvierte er die Saisonvorbereitung für die Avalanche, stand mit Beginn der Saison 2015/16 im NHL-Aufgebot und debütierte somit direkt am ersten Spieltag im Profibereich. Nach sechs absolvierten NHL-Spielen, in denen er ohne Scorerpunkt blieb, wurde er vorerst an die San Antonio Rampage abgegeben, das Farmteam der Avalanche aus der American Hockey League (AHL). In San Antonio kam Rantanen auf 60 Scorerpunkte in 52 Spielen und platzierte sich somit in der Top 10 der Scorerliste. Außerdem erhielt er gemeinsam mit Frank Vatrano den Dudley „Red“ Garrett Memorial Award als bester Rookie der Liga und wurde ins Second All-Star Team sowie ins All-Rookie Team der AHL gewählt.
In der Saison 2017/18 gelang dem Flügelstürmer der Durchbruch in der NHL, als er hauptsächlich mit Gabriel Landeskog und Nathan MacKinnon in der ersten Angriffsreihe der Avalanche eingesetzt wurde und dabei auf 84 Scorerpunkte in 81 Spielen kam. Diesen Trend setzte Rantanen zu Beginn der Saison 2018/19 fort, als er Ende Oktober die gesamte Liga in Punkten (21) anführte und infolgedessen als NHL-Spieler des Monats geehrt wurde. Die Spielzeit beendete er schließlich mit einem Punkteschnitt von deutlich über 1,0 Punkten pro Spiel, sodass er im September 2019 einen neuen Sechsjahresvertrag in Colorado unterzeichnete, der ihm ein durchschnittliches Jahresgehalt von 9,25 Millionen US-Dollar einbringen soll.
Am Ende der Saison 2020/21 führte er die gesamte NHL mit einer Plus/Minus-Statistik von +30 an. Zudem berücksichtigte man ihn im NHL Second All-Star Team. In den Playoffs 2022 errang er mit dem Team den Stanley Cup, woran er mit 25 Punkten aus 20 Partien maßgeblichen Anteil hatte. Im Folgejahr 2022/23 erreichte er mit 105 Punkten aus 82 Partien erstmals die Marke von 100 Scorerpunkten und erzielte dabei zudem 55 Treffer, womit er einen neuen Team-Rekord aufstellte, den zuvor Joe Sakic (54 Treffer; Saison 2001/02) innehatte.

### Carolina und Dallas
Im Januar 2025 wurde Rantanen in einem spektakulären, drei Teams umfassenden Transfer an die Carolina Hurricanes abgegeben. Dabei schickte ihn die Avalanche zuerst zu den Chicago Blackhawks, die weiterhin die Hälfte seines Gehalts übernahmen und zudem Taylor Hall und die Rechte an Nils Juntorp an die Hurricanes abgaben. Chicago erhielt dafür ein Drittrunden-Wahlrecht im NHL Entry Draft 2025 von Carolina. Nach Colorado wechselten derweil Martin Nečas, Jack Drury, ein Zweitrunden-Wahlrecht im Draft 2025 sowie ein Viertrunden-Wahlrecht im NHL Entry Draft 2026.
Rantanen verließ Colorado somit nach fast zehn Jahren und als zu diesem Zeitpunkt fünftbester Scorer in der Geschichte des Teams (681 Punkte). Der Grund für diesen letztlich überraschenden Transfer – Rantanen belegte aktuell ligaweit den sechsten Rang der Scorerliste – wurde in seinem auslaufenden Vertrag gesehen, so drohte Colorado ihn im Sommer 2025 als Free Agent ohne Gegenleistung zu verlieren.
Da sich auch Carolina mit ihm in den folgenden Wochen nicht auf ein neues Arbeitspapier einigen konnte, gaben ihn die Hurricanes bereits im März 2025, am Tag der Trade Deadline, an die Dallas Stars ab. Gleichbedeutend damit unterzeichnete der Finne einen neuen Achtjahresvertrag in Texas, der ihm mit Beginn der Saison 2025/26 ein durchschnittliches Jahresgehalt von zwölf Millionen US-Dollar einbringen soll. Im Gegenzug erhielten die Hurricanes Logan Stankoven, je ein Erstrunden-Wahlrecht für die Drafts 2026 und 2028 sowie je ein Drittrunden-Wahlrecht für die Drafts 2026 und 2027. Beide Erstrunden-Wahlrechte sind dabei top 10 protected, verschieben sich also automatisch um ein Jahr nach hinten, falls sie sich unter den ersten zehn Positionen befinden sollten.

### International
Mikko Rantanen wurde 2011 in die U16-Junioren-Nationalmannschaft aufgenommen. Ab 2012 spielte er für das U17-Nationalteam, mit dem er an der World U-17 Hockey Challenge 2013 teilnahm. In der folgenden Spielzeit wurde er in den Kader der U18-Nationalmannschaft berufen, mit der er am Ivan Hlinka Memorial Tournament 2013 und der U18-Junioren-Weltmeisterschaft teilnahm. Bei Letzterem wurde er als einer der drei besten Spieler seines Teams ausgezeichnet, nachdem er in 5 Turnierspielen 5 Scorerpunkte erzielt hatte.
Auf U20-Niveau nahm er an der Weltmeisterschaft 2015 teil und belegte dort mit der Mannschaft den siebten Platz. Zudem debütierte er im gleichen Jahr für die finnische A-Nationalmannschaft. Bei der U20-Weltmeisterschaft 2016 war er Kapitän des finnischen Aufgebots und gewann mit dem Team im eigenen Land die Goldmedaille. Im gleichen Jahr debütierte Rantanen auch bei der A-Nationalmannschaft seines Heimatlandes und gewann bei der Weltmeisterschaft 2016 die Silbermedaille. Bei den Weltmeisterschaften 2017, 2018 und 2023 verpasste er mit dem Team jeweils die Medaillenränge.

## Erfolge und Auszeichnungen
| - 2016 Teilnahme am AHL All-Star Classic - 2016 Dudley „Red“ Garrett Memorial Award (gemeinsam mit Frank Vatrano) - 2016 AHL Second All-Star Team - 2016 AHL All-Rookie Team - 2018 NHL-Spieler des Monats Oktober | - 2019 Teilnahme am NHL All-Star Game - 2021 NHL Plus/Minus Award (nicht offiziell vergeben) - 2021 NHL Second All-Star Team - 2022 Stanley-Cup-Gewinn mit der Colorado Avalanche - 2023 Teilnahme am NHL All-Star Game |

### International
- 2016 Goldmedaille bei der U20-Junioren-Weltmeisterschaft
- 2016 Silbermedaille bei der Weltmeisterschaft

## Karrierestatistik
Stand: Ende der Saison 2024/25

### International
Vertrat Finnland bei:
| - World U-17 Hockey Challenge 2013 - Ivan Hlinka Memorial Tournament 2013 - U18-Junioren-Weltmeisterschaft 2014 - U20-Junioren-Weltmeisterschaft 2015 - U20-Junioren-Weltmeisterschaft 2016 | - Weltmeisterschaft 2016 - Weltmeisterschaft 2017 - Weltmeisterschaft 2018 - Weltmeisterschaft 2023 - 4 Nations Face-Off 2025 |

(Legende zur Spielerstatistik: Sp oder GP = absolvierte Spiele; T oder G = erzielte Tore; V oder A = erzielte Assists; Pkt oder Pts = erzielte Scorerpunkte; SM oder PIM = erhaltene Strafminuten; +/− = Plus/Minus-Bilanz; PP = erzielte Überzahltore; SH = erzielte Unterzahltore; GW = erzielte Siegtore; 1 Play-downs/Relegation; Kursiv: Statistik nicht vollständig)